# Orazio Michi dell'Arpa
Orazio Michi "dell'Arpa" (Alife, 1594 (o 1595) – Roma, 26 ottobre 1641) è stato un arpista e compositore italiano.
Nato ad Alife, si trasferì a Roma nel 1613, dove ebbe inizio la sua carriera di suonatore di arpa, di cui fu uno dei maggiori virtuosi del suo tempo. Fu tra i primi, infatti, a suonare l'arpa cosiddetta 'doppia', perfezionando il modello a tre file di corde inventato verso la fine del Cinquecento dal nobile napoletano Luca Antonio Eustachio, gentiluomo di papa Paolo V Borghese, secondo quanto riferisce il teorico Marin Mersenne nell'Harmonie universelle (1636).

A Roma fu al servizio prima del facoltoso e munifico cardinale Alessandro Peretti di Montalto fino al 1623, e poi del cardinale Maurizio di Savoia.

Il suo straordinario talento come virtuoso d'arpa doppia fu testimoniato negli scritti sulla musica di diversi contemporanei, tra cui Vincenzo Giustiniani, Pietro Della Valle, Giovanni Battista Doni e Severo Bonini, e i memorialisti francesi André Maugars e Gédéon Tallemant des Réaux.
Morì a Roma il 26 ottobre 1641 e, come aveva disposto nel suo testamento, fu sepolto nella chiesa romana di Santa Maria in Vallicella, alla quale lasciò la maggior parte delle cospicue sostanze accumulate in vita.
Compose circa un centinaio di brani vocali (canzonette, arie, madrigali). Cinque sue composizioni furono pubblicate nella Raccolta d'arie spirituali a una, due e tre voci di diversi eccellentissimi autori raccolte e date in luce da Vincenzo Bianchi (Roma 1640), Le restanti opere sono conservate manoscritte a Bologna, Museo internazionale e Biblioteca della musica; Roma, Biblioteca nazionale, e Biblioteca Casanatense, Città del Vaticano, Biblioteca apost. Vaticana, ; Isola Bella, Archivio Borromeo; Praga, Biblioteca nazionale.